# 창녕 최씨
창녕 최씨(昌寧崔氏)는 경상남도 창녕군을 본관으로 하는 한국의 성씨이다. 시조 고려에서 좌부승지를 지낸 최종번(崔宗番)이다.

## 참고 자료
- “창녕최씨(昌寧崔氏)”. 뿌리를 찾아서.[깨진 링크(과거 내용 찾기)]